# Ampelgading (Selorejo)
Ampelgading is een bestuurslaag in het regentschap Blitar van de provincie Oost-Java, Indonesië. Ampelgading telt 3171 inwoners (volkstelling 2010).